# Robo de tumbas
El robo de tumbas, saqueo de tumbas o allanamiento de tumbas es el acto de descubrir una sepultura, una tumba o una cripta para robar mercancías. Por lo general, se perpetra para tomar y sacar provecho de artefactos valiosos o propiedad personal.  Un acto relacionado es el robo de cuerpos, un término que denota la sustracción ilícita o cuestionada de un cuerpo (rara vez de una tumba), que puede extenderse a la sustracción ilícita de órganos únicamente.

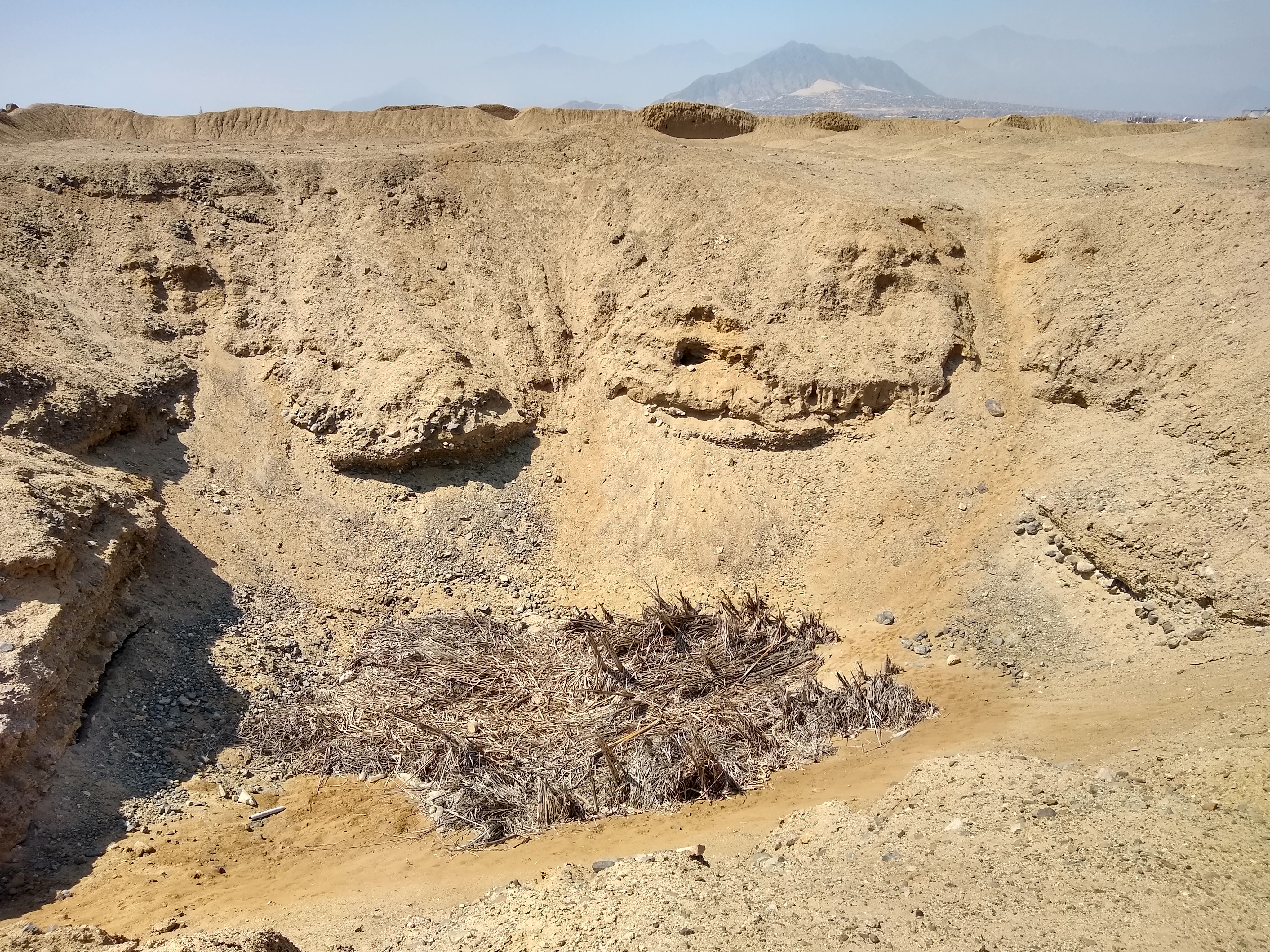
Agujero que fue cavado por saqueadores en Chan Chan, Perú

El saqueo de tumbas ha causado grandes dificultades a los estudios de arqueología, historia del arte e historia. Incontables tumbas y tumbas preciosas han sido robadas antes de que los eruditos pudieran examinarlas. De cualquier forma, se destruye el contexto arqueológico y la información histórica y antropológica:

El saqueo borra la memoria del mundo antiguo y convierte sus más altas creaciones artísticas en decoraciones, adornos en una estantería, divorciados del contexto histórico y, en última instancia, de todo significado.

Los ladrones o saqueadores de tumbas que no son capturados suelen vender artículos relativamente modernos de forma anónima y artefactos en el mercado negro. Los interceptados, en un dominio de justicia pública, se inclinan a negar su culpabilidad. Aunque algunos artefactos pueden llegar a museos o académicos, la mayoría termina en colecciones privadas.